# باناش
باناش بلدية في ولاية بارا في المنطقة الشمالية من البرازيل.